# Gordon McQueen
Gordon McQueen (født 26. juni 1952 i Kilbirn i Skotland, død 15. juni 2023) var en skotsk fodboldspiller (forsvarer) og manager.
Efter at have startet sin karriere i hjemlandet hos St. Mirren skiftede McQueen i 1972 til engelsk fodbold. Her spillede han først seks sæsoner hos Leeds United, hvor han i 1974 var med til at vinde det engelske mesterskab, og nå finalen i Mesterholdenes Europa Cup i 1975. Siden tilbragte han også syv år hos Manchester United, hvor det blev til to FA Cup-titler.
McQueen spillede desuden 30 kampe og scorede fem mål for det skotske landshold. Hans første landskamp var et opgør mod Belgien 1. juni 1974, hans sidste en kamp mod Wales 16. maj 1981. Han repræsenterede sit land ved både VM i 1974 i Vesttyskland og ved VM i 1978 i Argentina.
McQueen blev i 2012 indlemmet i Scottish Football Hall of Fame.

## Titler
Engelsk mesterskab
- 1974 med Leeds United

Engelsk FA Cup
- 1983 og 1985 med Manchester United